# Gmina zbiorowa Grasleben
Gmina zbiorowa Grasleben (niem. Samtgemeinde Grasleben) – gmina zbiorowa położona w niemieckim kraju związkowym Dolna Saksonia, w powiecie Helmstedt. Siedziba gminy zbiorowej znajduje się w miejscowości Grasleben.

## Podział administracyjny
Do gminy zbiorowej Grasleben należą cztery gminy:
1. Grasleben
2. Mariental
3. Querenhorst
4. Rennau